# Wesley Clair Mitchell
Wesley Clair Mitchell (ur. 5 sierpnia 1874, zm. 29 października 1948) – amerykański ekonomista, zwolennik tzw. instytucjonalizmu w ekonomii. Interesował się analizą cykli koniunkturalnych.
Ekonomią zainteresował się podczas studiów na Uniwersytecie Chicago m.in. dzięki wykładom Thorsteina Veblena i Johna Deweya. 
Nie akceptował wielu poglądów Veblena, w przeciwieństwie do niego nie próbował budowy teoretycznego modelu rozwoju gospodarki przemysłowej. Zgadzał się z Veblenem w kwestiach metodologicznych, zwracając uwagę na zasadniczą rolę danych empirycznych. To przekonanie legło także u podstaw National Bureau of Economic Research, do założenia którego Mitchel silnie się przyczynił.

## Krytyka ekonomii ortodoksyjnej
Mitchell poddawał silnej krytyce abstrakcyjne modele ekonomii teoretycznej, zarzucając im zbytnie oddalenie od rzeczywistości, przyjęcie hedonistycznej psychologii oraz nadmierne skupienie się na równowadze rynkowej.

## Cykl koniunkturalny
Za przyczynę występowania cyklu koniunkturalnego uważał reakcję przedsiębiorstw na zmianę stopy zysku. Cykle mogą występować jedynie w gospodarkach z systemem pieniężnym. Przedstawił analizę opisową cyklu. Jego zdaniem konstrukcja ogólnego modelu cyklu koniunkturalnego jest niemożliwa, ponieważ cykle nadmiernie różnią się między sobą.